# Marjorie Courtenay-Latimer

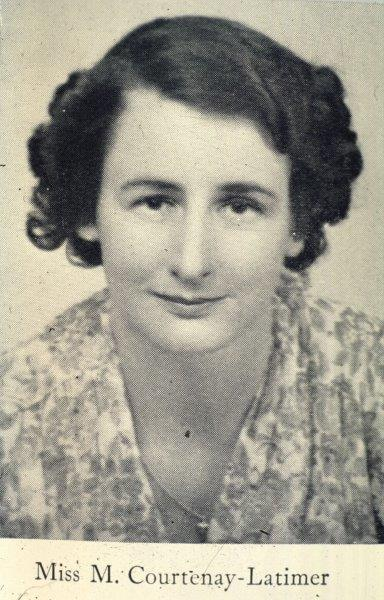
Marjorie Courtenay-Latimer

Marjorie Eileen Doris Courtenay-Latimer (* 24. Februar 1907 in Aliwal North oder East London; † 17. Mai 2004 in East London) war eine südafrikanische Amateurbiologin und langjährige Museumsleiterin. Sie gilt als Entdeckerin des Quastenflossers, eines lebenden Fossils.

## Leben

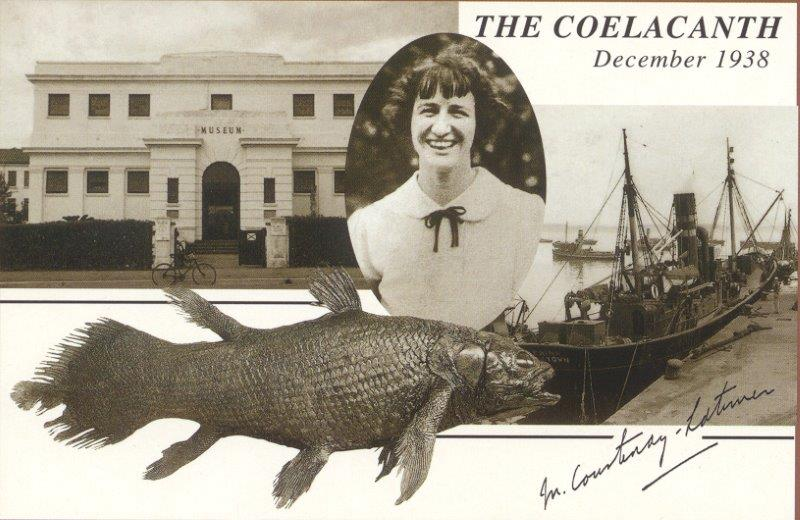
Ansichtskarte im Gedenken an die Entdeckung im Dezember 1938

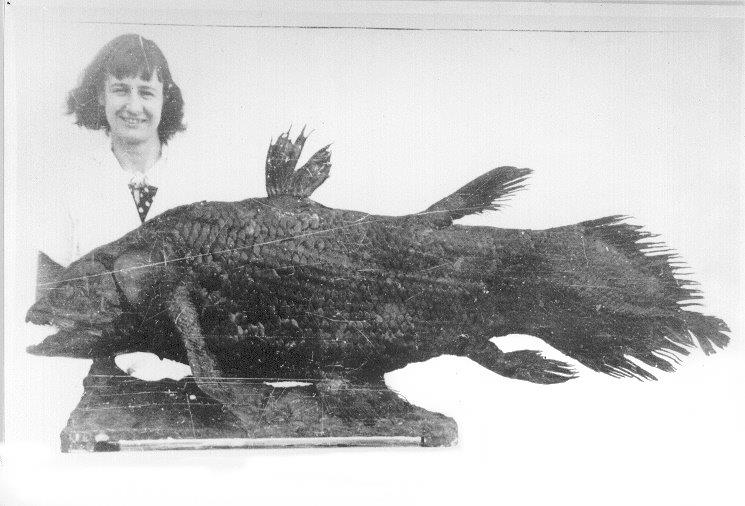
Courtenay-Latimer mit dem von ihr entdeckten ersten Exemplar eines rezenten Quastenflossers als Präparat

Marjorie Courtenay-Latimer war die Tochter eines südafrikanischen Eisenbahnbeamten. Ihre Schulzeit verbrachte sie in Aliwal North. Ihre Eltern weckten in ihr das Interesse an Ornithologie, Kulturgeschichte und Botanik.
Im Fang eines Küstenschiffers bemerkte sie am 22. Dezember 1938, damals bereits als Kuratorin (ab 1945 Direktor genannt) am Museum of East London tätig, einen ungewöhnlichen und ihr unbekannten Fisch von etwa 1,5 Meter Länge und einem Gewicht von fast 60 Kilogramm. Dieser Fisch war an der Mündung des Chalumna-Flusses ca. 35 Kilometer südwestlich von East London gefunden worden. Begünstigend für den Fund wirkte sich aus, dass sie mit dem Kapitän des Trawlers Nerine, Hendrick Goosen, bekannt war. Latimer hegte den Verdacht, dass es sich dabei um eine Rarität handelte. Erst Professor James Leonard Brierley Smith von der Rhodes University in Grahamstown, ein anerkannter Ichthyologe, erkannte am 16. Februar 1939, dass es sich um ein lebendes Fossil handelte, einen Quastenflosser, den er wissenschaftlich als Latimeria chalumnae SMITH, 1939 (Komoren-Quastenflosser) beschrieb. Als der Verwaltungsrat des Museums dieses damals einzigartige Forschungsobjekt für 5000 Pfund nach Großbritannien verkaufen wollte, überzeugte Marjorie Courtenay-Latimer unentschlossene Mitglieder dieses Gremiums von der „Kurzsichtigkeit“ dieser Entscheidung. Schließlich nahm man von den Verkaufsabsichten Abstand.
Marjorie Courtenay-Latimer war Gründungsmitglied der wissenschaftlichen Gesellschaften South African Museum's Association, Border Historical Society und Border Wild Flower Association. Im Jahr 1971 erhielt sie von der Rhodes-Universität die Ehrendoktorwürde verliehen.